# Матяш, Нина Иосифовна
Ни́на Ио́сифовна Матя́ш (бел. Ні́на Язэпаўна Маця́ш; 1943—2008) — белорусский писатель. Член Союза писателей СССР (1971). Заслуженный деятель искусств Республики Беларусь (1994).

## Биография
Нина Иосифовна Матяш родилась 20 сентября 1943 года в крестьянской семье в д. Нивы Берёзовского района Брестской области. Окончила Берёзовскую среднюю школу (1960), поступила на факультет французского языка Минского государственного педагогического института иностранных языков. Из-за болезни вынуждена была взять академический отпуск (окончила институт в 1966). В 1973—1977 годах работала преподавателем немецкого языка в Белоозёрском профессионально-техническом училище. Умерла 19 декабря 2008 года.

## Награды
- Заслуженный деятель искусств Республики Беларусь (1994)[2].
- Лауреат Литературной премии СП Беларуси имени А. Кулешова (1984).
- Лауреат премии Всебелорусского фестиваля молодёжи, посвященного 50-летию комсомола (1970) за стихи о молодёжи.